# Торшхой
Торшхой (ингуш. ТӀоаршхой, в фольклоре — ТӀем-TӀоаршхой — «Торшхой-воины») — ингушский тайп входящий в состав фяппинцев. Исторически был расселен на территории современного Джейрахского района Ингушетии. Небольшое число представителей тайпа проживают в Аухе, где известны под названием вяппий. Тейп включает в себя 26 фамилий: Торшхоевы, Алиевы, Бобхоевы, Баракиевы, Батхиевы, Адиевы, Падиевы, Ганижевы, Гаймасхановы, Гудантовы, Дзариевы, Мурадовы, Джогустхиевы, Дзараховы, Етырговы, Арцыговы, Даскиевы, Саутиевы, Дудоркиевы, Совтаевы, Солсановы, Товмарзиевы, Торхой, Умаровы, Ханакиевы, Чаплиевы, Чембурзиевы.

## История

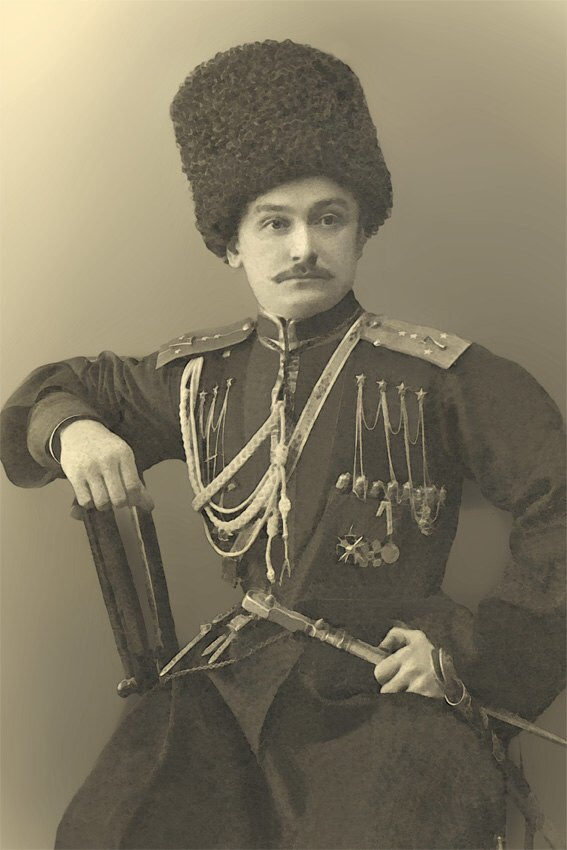
В 1896 году окончил Владикавказское первое реальное училище с дополнительным классом, после чего в 1898 году окончил Киевское военное училище по 1 разряду. Мусса Саутиев участвовал в русско-японской войне 1904-1905 гг. В 1894 году сотник Саутиев был переведен в VII-й Кубанский пластунский батальон и мобилизован для отправления на русско-турецкий театр военных действий на дальний восток. Здесь Мусса Саутиев был произведен в подъесаулы.

Во второй половине 16 века, когда ингуши возвращались обратно в Ангушт, Торшхоевы первыми поселились и построили одноименный аул Тарш, названный в честь родового аула Торшхоевых — Тярш . Впоследствии Тарская долина (ингуш. Тӏаьрш-Аре) получила название по одноименному аулу Тарш, который в русской транскрипции стал писаться как Тарс, отсюда и название.
8 января 1811 года старшины 13 горных Кистинских (Фяппинских) деревень, в том числе и Тярша, принесли присягу верности Российской империи. Однако даже после присяги отдельных ингушских обществ или родов русско-ингушские отношения остались прежними. Фактически обе стороны восприняли подобные клятвы как заключение союзных договоров.
Аул Тарш в Тарской долине также отмечался на различных картах XIX века, как «Таршой-Юрт» или «Тарсь». По мнению А. Н. Генко, обитаемый фяппинцами Таршой-Юрт показывает их подчиненную роль в колонизации равнин. По состоянию на 1859 г. родовой аул Тярш в горной Ингушетии входил в состав Военно-Осетинского округа в составе Кистинского (Фяппинского) общества и насчитывал 47¼ дворов
В XVIII веке во время переселения ингушей на равнину Торшхоевы мигрировали в основном в двух направлениях- Долину Терека и Камбилеевскую равнину. В Камбилеевской равнине Торшхоевыми вместе с Евлоевыми был основан аул Тоузен-Юрт ныне Комгарон , который после выселения ингушей в Казахстан в 1944 году был включен в состав Северной Осетии.

## Предания
В 1961 году со слов 95-летнего Мурзабекова Абдулы Бимурзиевича, в присутствии 98-летнего Мурзабекова Лабзана Хуниевича, 90-летнего Торшхоева Мурцала Тосолтовича, записано следующее предание.
«Из аула ТӀарши, где проживали Торшхоевцы, в село Фалхан переселился Торшхоевец Ферхаст с тремя сыновьями: Акъом, Тъокъом и Котом. Приблизительно в это же время в с. Гойты, ныне называемом Бейни, проживало племя Фяппинцев, старостой которых был Гам (или ГӀам), поэтому их еще называли Гамовцами (ГӀаманаькъан). Это племя было очень воинственным и хорошо вооруженным, их тогда в том районе боялись все, а район так и назывался — Фяппинский. Племя Фяппинцев стало пытаться вытеснить Торшхоевцев из Фалхана, всячески препятствовать им. Несмотря ни на что, переселенцы противостояли им, и когда у братьев Торшхоевцев появилось потомство, сыновья и внуки, когда они стали крепким племенем, между ними и Фяппи произошел кровопролитный конфликт, который окончился полным уничтожением Фяппинцев-гамовцев. В живых остались только те Фяппи, которые на тот момент были в отъезде. Торшхоевцам эта победа обошлась большими жертвами, но они были настроены уничтожить и тех, кто должен был вернуться из отъезда. Когда возвращались бывшие в отъезде Гамовцы, в Джейрахе их предупредили о том, что уничтожены все их братья, но Гамовцы не поверили, заявив, что Фяппи никто не посмел бы рукой тронуть, и продолжили путь. Их повторно предостерегли, что в Гойты их ждет участь их соплеменников. Гамовцы засомневались, и младший из них предложил пойти вперед отряда разведчиком и если на него нападут, то остальные отойдут назад и уцелеют. Так они и поступили. Впереди в зарослях их действительно ждала засада, разведчика схватили, стащили с коня и убили. Остальные Гамовцы, увидев это, отошли назад и навсегда оставили с. Гойты и ушли из того района через Грузию в Турцию. На завоеванной земле стали жить Торшхоевцы. Село Гойты, в силу того, что там погибло много людей, было переименовано в Бейни (бейн-гибель), а чуть ниже по склону холма были захоронены погибшие в той резне, впоследствии рядом с тем кладбищем появилось село Кашети (каш-могила, кашмаж-кладбище), в котором хозяева территории Мурзабековы, Шовхаловы и Местоевы разрешили поселиться Гамботовым. От трех сыновей Ферхаста Торшхоева произошли следующие фамилии: у Акъа было 4 сына, но после резни с Фяппи остался один — Морхаж, у Морхажа было 2 сына — Тайбар и Место. От Место — Местоевы. Тайбара сын — Кортаж, Кортажа сын — Киласхан, Киласхана сыновья — Мурзабек, Эльмурза и Морхаж (мл.). От Мурзабека — Мурзабековы, жили в с. Бейни. От Эльмурзы — Бейноевы (назвали от села Бейни), жили в селе Фалхан. У Морхажа (мл.) был сын Аржебар, от него — Аржебариевы, жили в Бейни и Фалхане. У Место один из сыновей был Арциг, от него — Арциговы, жили в Бейни. У Тъокъа Ферхастовича было 6 сыновей, четверо из них погибли в войне с Фяппинцами, остались — Шовхал и Дзарах. От Шовхала — Шовхаловы, жили в Бейни, от Дзараха — Дзараховы и Сампиевы, жили в Фалхане и Мецхале. От третьего сына Ферхаста — Кота, пошли Котиевы (не путать с Китиевыми — это другой тейп), у Котиевых также есть фамилия Хакиевы, все жили в Мецхале. Келиговы произошли от Келига -осиротевшего сына сестры Киласхана, который взял племянника к себе, вырастил и воспитал, а когда Келиг возмужал, он остался жить в Бейни, где построил себе башню. До войны Торшхоевцев c Фяппинцами в Гойты (Бейни) каменных башен не было, их стали строить Тоаршхой после той резни: у Мурзабековых — 4 башни, у Шовхаловых — 3 башни, у Местоевых — 1 башня, у Келиговых — 1 башня. Описываемый горный район, ранее называвшийся Фяппинским, стали называть Мецхальским, или Мецхальским обществом (Шахьр)».

### Как в стране галгаев перестали взимать дань друг с друга
В своей башне в Шоане жил храбрый мужчина Замоев Уциг. Люди в то время жили охотой. В Гули, Бялгане и Тарше почти не было лесов и трудно было с топливом. И все же любой, кто возвращался с охоты, был обязан отдать Уцигу ребра и переднюю ногу с лопаткой от каждой убитой дичи, а с поклажи каждого осла — разрубленную половину бревна.
В то же время в Тарше жил мужчина, которого также звали Уциг. Когда его дочь выходила замуж, родственники жениха послали в дар к нему для пиршества трех баранов. Их гнал один человек. Выйдя из дому, Замоев Уциг из Шоана приметил его, остановил и спросил:
— Кто ты?
— Я человек, который везет подарок для пиршества по поводу выхода замуж дочери Уцига из Тарша, — ответил он.
— Когда дойдешь до места, скажешь, что все отобрал у тебя Замоев Уциг из Шоана, а пиршество по поводу выхода замуж своей дочери Уциг из Тарша пусть сделает сам.
Получив такое известие, Уциг из Тарша сказал, что Замоев Уциг из Шоана прав. Справив пиршество на свои средства, он выдал свою дочь замуж.
Прошло немало времени, и Уциг из Тарша пошел в Шоан. Войдя в село, он повстречал Замоева Уцига.
Они вступили в кинжальный бой и погибли. Говорят, что с того времени в стране галгаев перестали взимать дань друг с друга.

### Комментарии
1. ↑  См. например Карта Кавказского Края, 1842 и Карта Закавказского края с пограничными землями, 1834